# Wacław Wilniewczyc

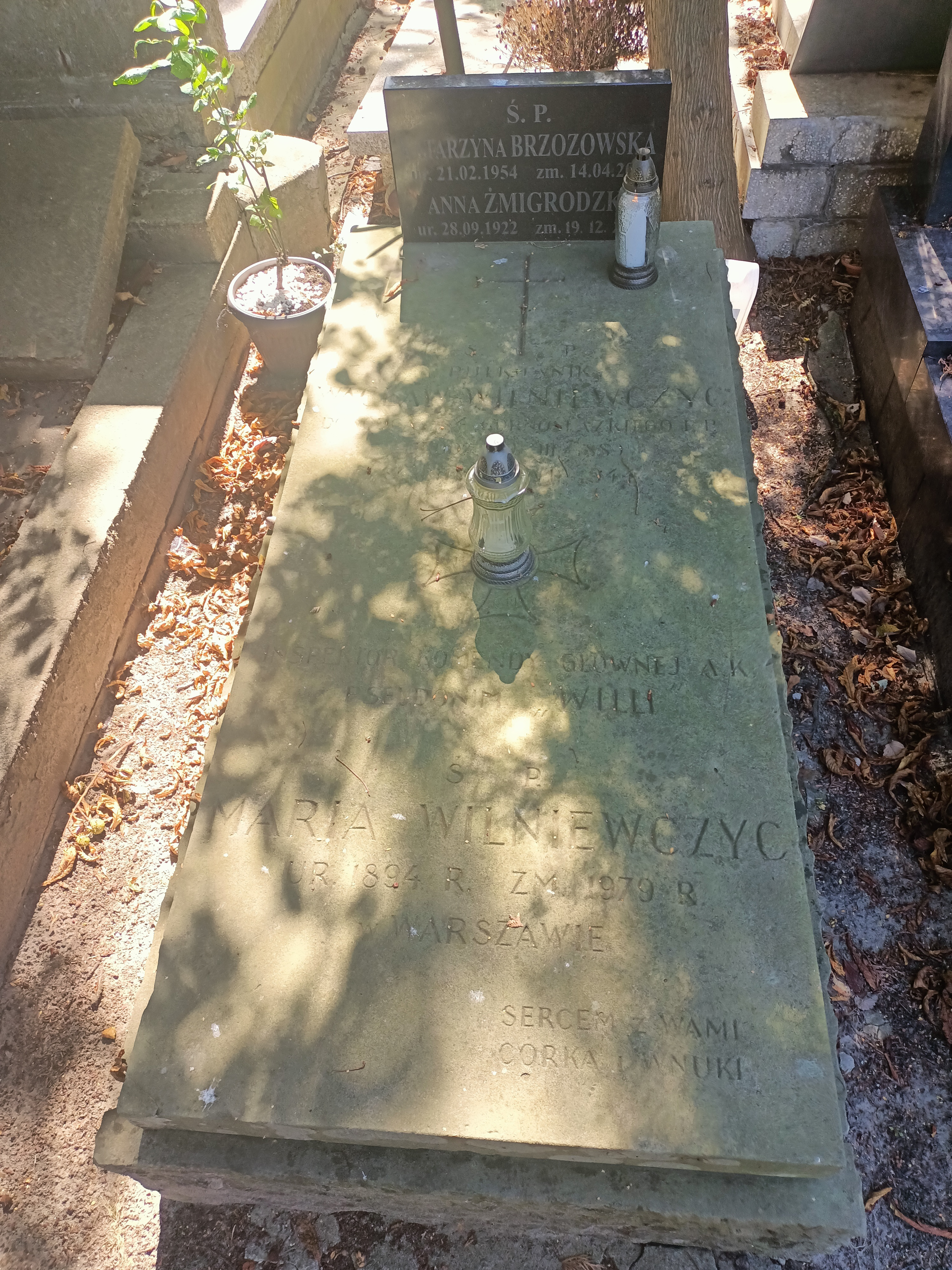
Grób Wacława Wilniewczyca na Cmentarzu Wojskowym na Powązkach

Wacław Wilniewczyc, ps. „Willi” (ur. 20 marca 1890 w Kimiltiej zm. 31 lipca 1944 w Zielonce) – pułkownik piechoty Wojska Polskiego, działacz niepodległościowy, kawaler Orderu Virtuti Militari.

## Życiorys
Urodził się 20 marca 1890 we wsi Kimiltiej, w ówczesnej guberni irkuckiej Imperium Rosyjskiego, w rodzinie Piotra, zesłańca, i Anny z Rewieńskich. Był młodszym bratem Piotra (1887–1960), inżyniera i znanego konstruktora broni.
W 1896 wraz z rodziną przeniósł się do Wilna, gdzie od 1901 do 1911 uczył się w 2 Rządowym Gimnazjum Klasycznym. We wrześniu 1911, po ukończeniu siódmej klasy gimnazjum, wstąpił do Wileńskiej Szkoły Wojskowej. W lipcu 1914, po ukończeniu szkoły, został mianowany podporucznikiem i wcielony do rosyjskiego 112 uralskiego pułk piechoty w Wilnie. W sierpniu tego roku razem z pułkiem został wysłany na front. W walkach w Prusach Wschodnich dostał się do niewoli niemieckiej, w której przebywał od 20 sierpnia 1914 do 1 grudnia 1918.
3 grudnia 1918 wstąpił do Wojska Polskiego, dowodził 2. kompanią IV batalionu Samoobrony Wileńskiej w czasie walk o Wilno. W połowie stycznia 1919 został wcielony do suwalskiego pułku strzelców, późniejszego 41 pułku piechoty, początkowo jako młodszy oficer 2. kompanii, a następnie dowódca tej kompanii i dowódca batalionu.
Po zakończeniu działań wojennych pozostał w wojsku jako oficer zawodowy i kontynuował służbę w 41 pp w garnizonie Suwałki. 3 maja 1922 został zweryfikowany w stopniu majora ze starszeństwem od 1 czerwca 1919 i 491. lokatą w korpusie oficerów piechoty. 10 lipca 1922 został zatwierdzony na stanowisku dowódcy batalionu w 27 pułku piechoty w Częstochowie. W kolejnych latach był wykazywany na stanowisku dowódcy III batalionu 27 pp. 23 stycznia 1928 prezydent RP nadał mu stopień podpułkownika z dniem 1 stycznia 1928 w korpusie oficerów piechoty i 54. lokatą. W maju 1928 został przeniesiony do Korpusu Ochrony Pogranicza na stanowisko dowódcy 9 batalionu granicznego w Klecku. W styczniu 1931 został przeniesiony z KOP do 9 pułku piechoty Legionów w Zamościu na stanowisko zastępcy dowódcy pułku. W czerwcu 1932 został przeniesiony do 74 pułku piechoty w Lublińcu na stanowisko dowódcy pułku. Na stopień pułkownika został awansowany ze starszeństwem z 1 stycznia 1936 i 8. lokatą w korpusie oficerów piechoty. Pułkiem z Lublińca dowodził przez kolejnych siedem lat.
W czasie kampanii wrześniowej na czele pułku walczył w składzie macierzystej 7 Dywizji Piechoty. 4 września po okrążeniu pułku przekazał dowodzenie mjr. Józefowi Pelcowi i przedostał się do Kielc, gdzie 5 września z zebranych żołnierzy zorganizował doraźną obronę zachodnich Kielc na trasie prowadzącej do Częstochowy i Krakowa. Uniknął niewoli, działał w konspiracji, pełniąc m.in. funkcję inspektora Komendy Głównej AK. Zginął tragicznie 31 lipca 1944 śmiertelnie raniony sowieckim odłamkiem artyleryjskim.
Po ekshumacji, pochowany 11 listopada 1957 na cmentarzu Powązki Wojskowe w Warszawie (kwatera A30, rząd 7, grób 19).
Był żonaty z Marią z Kowalskich, z którą miał córkę Annę (ur. 1922), po mężu Żmigrodzką.
Pod koniec 1942 do rodziny Wilniewczyców przyjechała ze Lwowa Władysława Chomsowa i przywiozła ze sobą Ludmiłę Bogdanowicz i jej siostrę dr Irenę Begleiter – Żydówki, które uciekły z transportu we Lwowie i potrzebowały schronienia. Wilniewczycowie od razu zgodzili się na ich umieszczenie i zatrzymali obie kobiety w swoim mieszkaniu przez dwa miesiące. Później przenieśli kobiety do pustego mieszkania obok, gdzie zorganizowali specjalną kryjówkę. Siostry ukrywały się pod opieką Wilniewczyców aż do wyzwolenia w styczniu 1945. Przez cały ten czas cała rodzina Wilniewczyców opiekowała się uciekinierkami, dostarczając im żywność i zaspokajając wszystkie ich potrzeby. Robili to wszystko bezinteresownie, kierując się jedynie pobudkami humanitarnymi. Po wojnie ocalałe siostry wyemigrowały do Izraela. 12 grudnia 1985 Jad Waszem uznał Wacława Wilniewczyca, jego żonę Marię i ich córkę Annę za Sprawiedliwych wśród Narodów Świata.

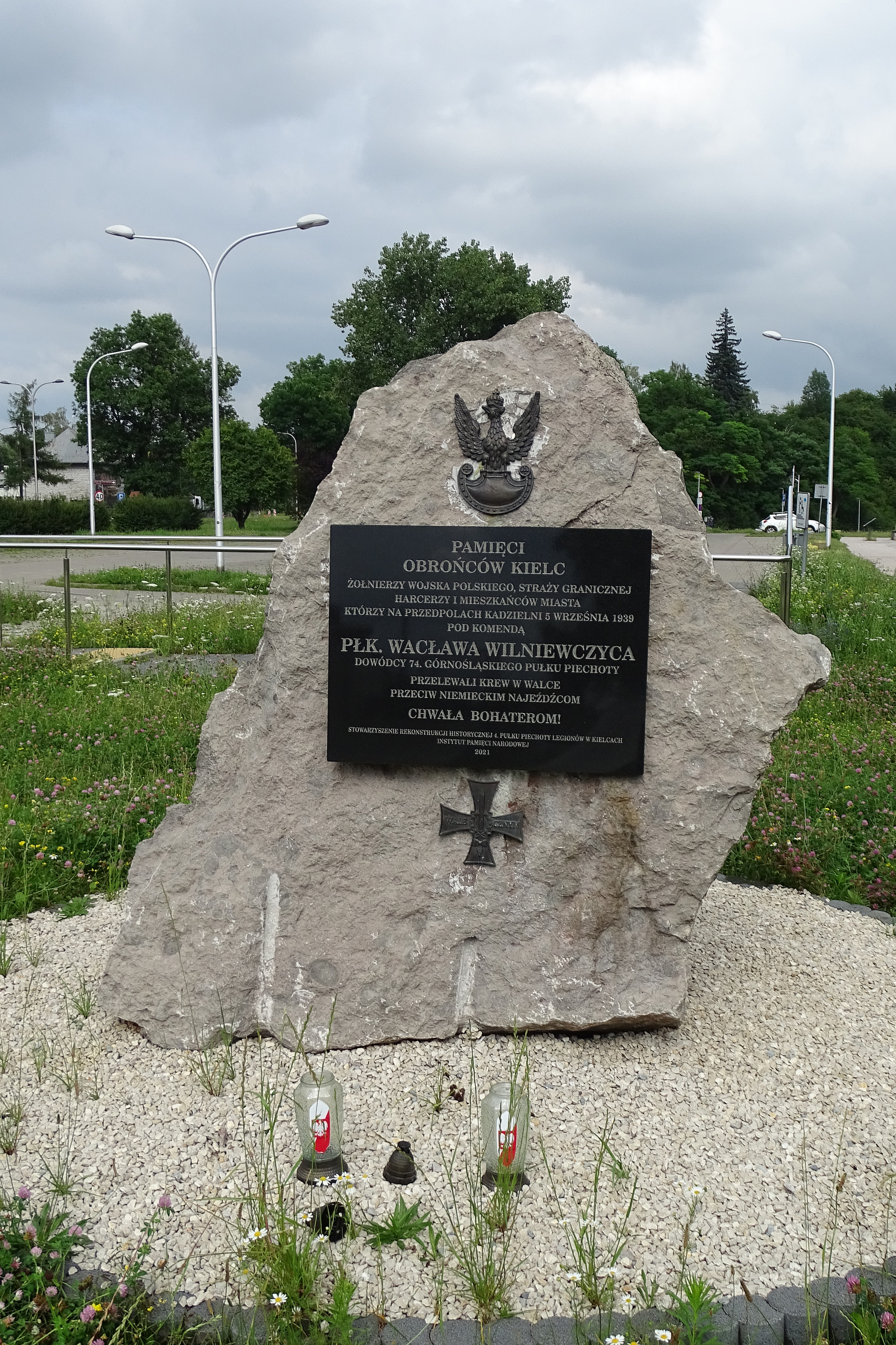
Tablica w Kielcach poświęcona płk. Wacławowi Wilniewczycowi i jego podkomendnym.

W. Wilniewicza i jego podkomendnych broniących we wrześniu 1939 Kielc uhonorowano w tym mieście tablicą odsłoniętą na skwerze Edmunda Niziurskiego dnia 4 września 2021 r..

## Ordery i odznaczenia
- Krzyż Srebrny Orderu Wojskowego Virtuti Militari nr 709[1] – 16 lutego 1921[23]
- Krzyż Niepodległości – 7 lipca 1931 „za pracę w dziele odzyskania niepodległości”[24][25]
- Krzyż Kawalerski Orderu Odrodzenia Polski – 11 listopada 1935 „za zasługi w służbie wojskowej”[26][27]
- Krzyż Walecznych czterokrotnie[17]
- Sprawiedliwy wśród Narodów Świata –12 grudnia 1985[28]